# Ladybrook
Ladybrook – dzielnica miasta Mansfield, w Anglii, w Nottinghamshire, w dystrykcie Mansfield. W 2011 roku dzielnica liczyła 3426 mieszkańców.